# Castello Nakijin

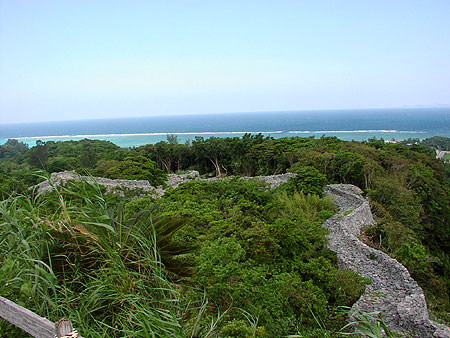
Il castello Nakijin

Il castello Nakijin (今帰仁城) è un gusuku in rovina che si trova nella prefettura di Okinawa, in Giappone. Alla fine del XIV secolo questa struttura era la principale fortificazione della parte settentrionale delle isole Ryu Kyu.
Sono presenti numerosi boschi sacri, il che riflette l'importanza del luogo dal punto di vista religioso nei secoli passati. Questo sito è famoso anche per la fioritura della ciliegie, che avviene fra gennaio e febbraio.
Nel 2000 il castello è stato inserito, insieme ad altri gusuku, fra i patrimoni dell'umanità dell'UNESCO.